# Khabarovsk orthohantavirus
Khabarovsk orthohantavirus, ранее Khabarovsk virus, —  вид вирусов из семейства Hantaviridae порядка Bunyavirales. Вызывает геморрагическую лихорадку с почечным синдромом и распространён на территории Дальнего востока России.

## История изучения
Вирус был обнаружен в 1996 году в тканях грызунов, пойманных на территории Хабаровского края. Было проведено сравнительное исследование с другими образцами РНК вирусов и определено родство с хантавирусами. Во время генетического сравнения было показано, что вирус Хабаровск занимает промежуточное положение между Prospect Hill orthohantavirus и вирусом Пуумала. В 2017 году в связи с выделением порядка Bunyavirales и ревизией рода Hantavirus название вида изменено, как и у большинства других относящихся к порядку таксонов.

## Переносчик
Естественным резервуаром вируса является большая полёвка (Microtus fortis).